# Nils Strömcrona
Nils Thorvedsson Strömcrona (före adlandet 1727 Ström), född 1664 i Marstrand, död 24 januari 1740 i Karlskrona, var en svensk sjömilitär, lotsmästare, kartograf, grafiker och tecknare. 
Han var son till vice borgmästaren Thorved Nilsson Ström och Margareta Mattsdotter och från 1697 gift med Lovisa Christina Ankarstierna. Strömcrona blev först student vid Köpenhamns universitet och sedan vid Lunds universitet. Han förordnades  till lärare i geometri och astronomi vid amiralitetet i Karlskrona 1691 och utnämndes 1696 överlöjtnant och styrmanskapten och lotsdirektör 1697. 
Han deltog 1700 i landstigningen på Själland, vilket krigsföretag han sedan graverade på koppar. Efter freden med Danmark samma år, förde Ström den svenska flottan oskadd ut ur de dittills okända farvattnen kring Amager. År 1704 upprättade han en särskild lotskår och ordnade senare lotsverket i Finska viken. Genom att kartlägga de svenska kusterna och verkställa lodningar i kustfarvattnen samt utge för sin tid goda sjökort liksom en hydrografisk gradkarta över Östersjön samt Kattegatt gjorde han sig mycket förtjänt om Sveriges sjöväsen. Förutom kartor tecknade han även porträtt bland annat av Karl XII , arkitekturmotiv och figurer. Han utnämndes 1717 till kommendör och adlades 1727 med namnet Strömcrona. Han finns representerad vid bland annat Uppsala universitetsbibliotek.